# Црква Светог Георгија у Бежанији
Црква Светог Георгија у Бежанији, насељеном месту на територији градске општине Нови Београд, подигнута је 1827. или 1878. године и представља непокретно културно добро као споменик културе.

## Прва црква у Бежанији
Место Бежанија се први пут спомиње 1645. године, али све до 1733. године у њему није постојала црква, када се спомиње прва црква, која је била направљена од черпића (непечена цигла), непатосана, шиндром покривена и без звона, са сводом од дасака. Била је посвећена Светом великомученику Георгију, али се у њој није служило. Тек ју је 1753. године освештао епископ Партеније. Због слабог материјала црква је поправљана и дозиђивана, тако да су олтар и мушка црква били од ћерпича, а женска од цигала. Касније је црква добила звонару и звона. Црква је постојала до 1827. године када је скупљен прилог и сазидана данашња црква.

## Данашња црква
Црква у Бежанији, православна црква посвећена Светом великомученику Георгију, сазидана је као једнобродна грађевина с једном полукружном апсидом на источној страни и припратом са хором и високим троспратним звоником на западном делу. У архитектонској концепцији није спроведен до краја један стил. Црква у архитектонском погледу представља мешавину разних стилских компонената - класицизам са елементима барока и романтизма. Унутрашњост цркве подељена је на четири тревеја помоћу лукова и пиластера, што се одразило и на рашчлањавање фасада.
Већу поправку црква је доживела 1938. године, када су настали нови иконостас и зидна декорација, коју је радио руски сликар Андреј Биценко. Првобитни иконостас старе бежанијске цркве, управо његов најзначајнији део – царске двери, престоне иконе и др. – пренет је после поправке цркве 1938. године у село Купиново. Неколико икона које су припадале овом иконостасу још увек се чувају у бежанијској цркви.